# Gordius aquaticus
Gordius aquaticus är en djurart som tillhör fylumet tagelmaskar, och som beskrevs av Carl von Linné 1758. Gordius aquaticus ingår i släktet Gordius, och familjen Gordiidae. Inga underarter finns listade i Catalogue of Life.